# Mijáilov
Mijáilov (del ruso: Михайлов) es una ciudad del óblast de Riazán, en Rusia, y el centro administrativo del raión de Mijáilov. Está situada sobre el río Pronia, afluente del Oká, a 68 km al sudoeste de Riazán. Su población se elevaba en 2007 a 12.800 habitantes.

## Historia
Mijáilov fue mencionada por primera vez en una crónica rusa de 1137. La ciudad más importante en la época en la región del alto Pronia era Isheslavl, que fue destruida por los mongoles en 1238. Tras este hecho, Mijáilov quedó como la ciudad más importante de la región en el siglo XIV. En 1546, aparece en una relación de localidades fortificadas en la periferia del estado moscovita, ya que en ese año el zar Iván IV mandó construir una considerable ciudadela para defender el sur ruso. La ciudad estaba habitada por los Streltsí, fabricantes de cañones y por carpinteros, que formaban comunas libres (sloboda) alrededor de la ciudad. En 1618 resistió diez días de asedio por parte del ejército polaco. En 1708, la ciudad fue incorporada a la gubérniya de Moscú, y más tarde a la de Riazán. Hacia 1710 podemos decir que la ciudad pierde su significancia militar, dejando de utilizarse la ciudadela a finales de ese siglo. El estatus de ciudad lo recibe de Catalina II en 1778.

## Demografía
| 1897  | 1926   | 1959  | 1970   | 1979   | 1989   | 2002   | 2007   |
| ----- | ------ | ----- | ------ | ------ | ------ | ------ | ------ |
| 9 100 | 11 700 | 7 700 | 14 200 | 14 100 | 15 300 | 13 295 | 12 800 |

## Arquitectura
Cabe destacar el Monasterio de María, de 1756. El edificio más viejo es la Tesorería de 1663. También son notables el puente sobre el Pronia (1900) y el edificio del ayuntamiento (1912).